# Корпебай
Корпебай — группа курганов. Расположена в Западно-Казахстанской области, в 13 км севернее с. Жанакала, центра Жанакалинского района. Всего свыше 30 курганов, размером от 10 до 20 м, высота от 40 см до 1 м. В 1948 экспедиция под руководством преподавателя Саратовского университета И. В. Синицына провела раскопки 5 курганов. В 1953 году Западно-Казахстанская археологическая экспедиция (рук. Т. Н. Сенигова) провела раскопки и исследовала 8 курганов. В результате раскопок вскрыты могилы, в которых погребенные положены на спине головами на Юго-Восток, могилы покрыты сверху досками. Рядом найдены бронзовое зеркало, стеклянные бусы, железные ножи, мечи, кинжалы, стрела лука, железная головка веретена и другие. Датируется 7—6 вв. до н. э.